# Donji Rsojevići
Donji Rsojevići (en serbe cyrillique : Доњи Рсојевићи) est un village du centre du Monténégro, dans la municipalité de Danilovgrad.

## Démographie

### Évolution historique de la population
| 1948 | 1953 | 1961 | 1971 | 1981 | 1991 | 2003 |
| ---- | ---- | ---- | ---- | ---- | ---- | ---- |
| 197  | 221  | 190  | 162  | 114  | 84   | 56   |